# Mischocyttarus pelor
Mischocyttarus pelor är en getingart som beskrevs av Carpenter 1988. Mischocyttarus pelor ingår i släktet Mischocyttarus och familjen getingar. Inga underarter finns listade i Catalogue of Life.